# FreeTheLeopards

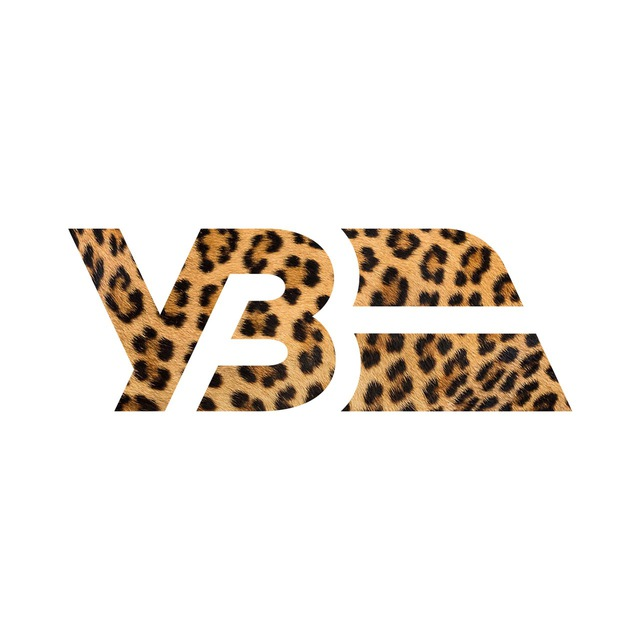
Логотип Укрзалізниці під час флешмобу

FreeTheLeopards або Free Leopards Now (англ. «звільніть леопардів»), леопардовий флешмоб — інтернет-флешмоб, що відбувся в січні 2023 року для спонукання уряду Німеччини передати Україні танки Leopard 2. Суть флешмобу полягала в поширенні дописів у соцмережах з хештегом «#FreeTheLeopards» та світлинами в леопардовому одягу або з іншими зображеннями плям леопардів.

## Передісторія
Розмови про передачу Україні німецьких танків Leopard почались на початку квітня 2022 року з заяви голови Rheinmetall про готовність передати 50 танків версії 1A5. Також відомо про запит України на Leopard 2 та іншу важку техніку; німецька сторона відхилила цей запит.
В червні 2022 року Іспанія заявила, що може передати Leopard 2A4. Цей запит на реекспорт Німеччина також відхилила.
Наприкінці вересня 2022 року німецький парламент відтермінував розгляд надання танків. 16 жовтня, після російських ударів по енергетичних об'єктах, голова МЗС Німеччини Анналена Бербок повідомила, що пріоритетом є відправлення засобів ППО, а не танків. На початок листопада проводились перемовини .
В грудні 2022, попри тиск з боку США, оборонного комітету (Марі-Аґнес Штрак-Ціммерман) та опозиції (Фрідріх Мерц), канцлер Олаф Шольц повідомляв, що Німеччина не хоче передавати танки самотужки.
На початку січня 2023 року деякі країни НАТО, зокрема, Польща та Фінляндія. почали робити заяви про можливу передачу танків Leopard 2 Україні. Для пришвидшення процесу Велика Британія пообіцяла надати Україні роту (14 танків) танків Challenger 2. Станом на 14 січня коаліція з п'яти країн була готова постачати Leopard 2, але чекала дозволу від Німеччини. Про свою готовність відновити танки з власних запасів (за наявності замовлення) знову заявила Rheinmetall.
19 січня Бундестаг знову провалив рішення про танки, не було ухвалено рішення і 20 січня на засіданні «Рамштайну». 22 січня прем'єр-міністр Польщі Матеуш Моравецький заявив, що Польща в складі «меншої коаліції» передасть «Леопарди» і без дозволу Німеччини, якщо та не погодиться. Зрештою, 25 січня 2023 року уряд Німеччини узгодив передачу Leopard 2A6.

## Флешмоб
Ймовірно, хештег "FreeTheLeopards" почав поширюватись соцмережами з 20 січня з ініціативи «Віче», громадської організації українців в Німеччині, що займається проведенням мітингів та демонстрацій на підтримку України. Однак масштабний флешмоб був розпочатий дописом на офіційному інстаґрам-акаунті України. Вірусне відео, яке лише за кілька діб набрало понад 3 млн переглядів, розробили креативна агенція Bickerstaff.734.
Українські зірки активно підтримали флешмоб. Зокрема, долучились: Оля Полякова з костюмом та зачіскою Рубі Рода з «П’ятого елементу» (кадрами якого починається відео флешмобу), Катерина Павленко, Джамала, Надя Дорофєєва, гурт Tvorchi, Катерина Осадча, Тіна Кароль, Alyona Alyona, Андрій Бєдняков, Франк Вільде, Женя Кот, MamaRika, Дар'я Трегубова, Лілія Ребрик, Юрій Горбунов, Єгор Гордєєв, Богдана Неборак та інші.
Долучились також і українські компанії: змінили свої логотипи або виклали фото Українська правда, 24 Канал, Укрзалізниця, фонд «Відродження», Monobank, Intertop, Yakaboo, ДТЕК, партія «Слуга народу», Київстар, Нова пошта, БРСМ-Нафта, Novus та інші.Український застосунок Reface додав можливість створювати аватари з леопардовим одягом.